# Genom

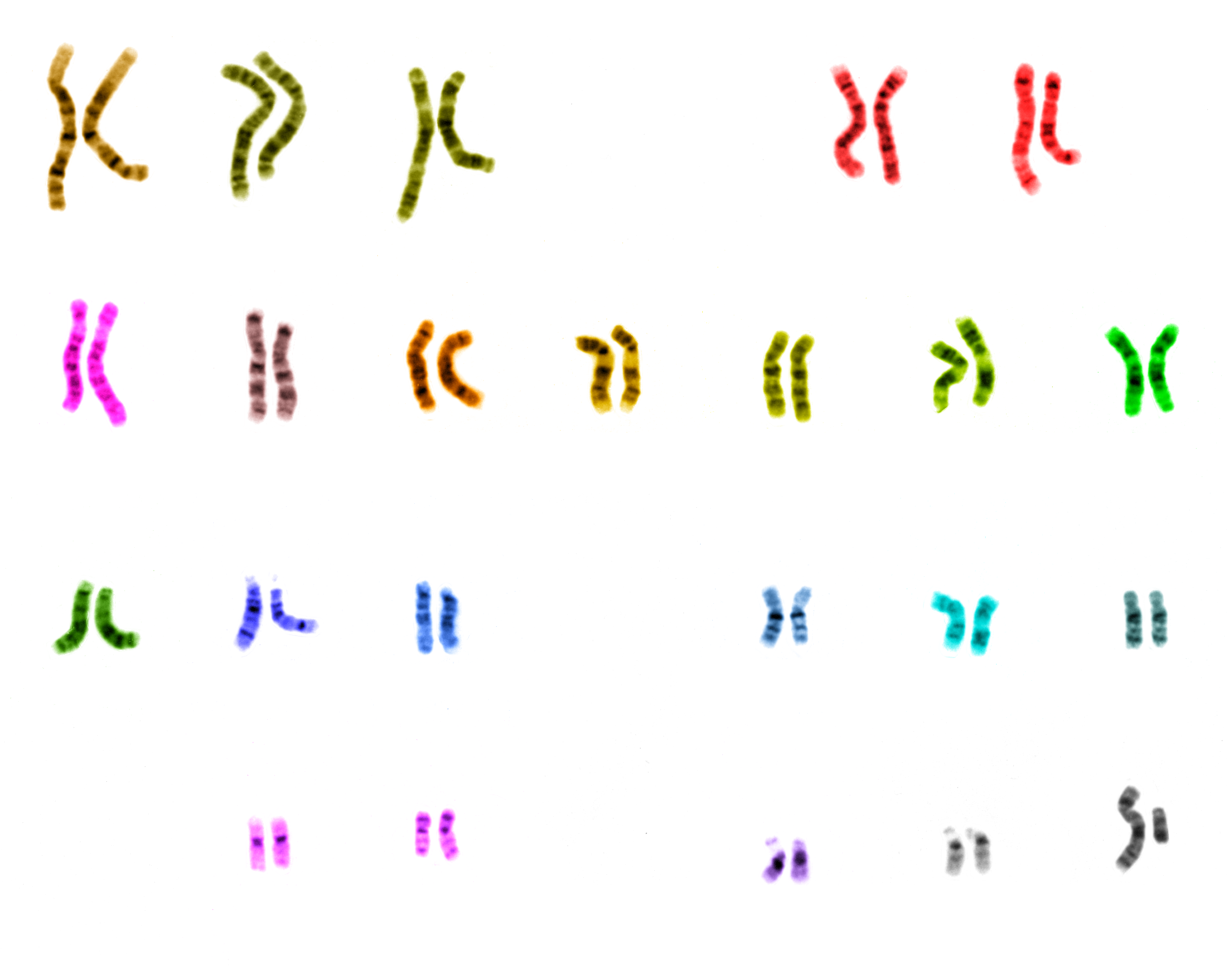
Genom muže – 46 chromozomů tvoří 23 párů v buněčném jádru (mitochondriální chromozom není zobrazen)

Genom je veškerá genetická informace uložená v DNA (u některých virů v RNA) v buňkách konkrétního organismu. Zahrnuje všechny geny a nekódující sekvence. Genom člověka obsahuje přibližně 25 000 genů.
Termín genom může být chápán jako:
- jaderná DNA, tedy DNA uložená v buněčném jádře
- veškerá buněčná DNA, která obsahuje vedle vlastní jaderné DNA také DNA organel (u živočichů mitochondriální DNA a u rostlin plastidovou DNA uloženou v chloroplastech).

Sekvence genomu je kompletní seznam nukleotidů (Adenin, Cytosin, Guanin a Thymin) v DNA, které tvoří všechny chromozomy jednotlivce. V rámci jednoho druhu organismu je drtivá většina nukleotidů mezi jednotlivci identická.
Počet chromozomů má každý organismus definovaný. Například lidský genom je souborem genetické informace zakódované ve 46 chromozomech uložených v jádru každé buňky. Chromozomy jsou uspořádány do 23 párů, jeden chromozom z každého páru se dědí od matky a jeden od otce. Celkem 22 párů se nazývá autozomy (nepohlavní chromozomy) a jeden pár chromozomů X a Y se nazývá gonozom (pohlavní chromozom, který určuje pohlaví).
Důležitým termínem pro genom je ploidie – počet kompletních sad chromozomů v živé buňce. Ploidie je u různých organismů odlišná. Většina lidských tělních buněk je diploidních (má 2 sady chromozomů, 23 od otce a 23 od matky). Lidské pohlavní buňky jsou ale haploidní (jen jedna sada chromozomů, celkem 23). Tetraploidie (4 sady chromozomů) je jedním z druhů polyploidie a je běžná u rostlin a občas také u obojživelníků, plazů a hmyzu.

## Historie
- V roce 1869 byla poprvé identifikována DNA švýcarským lékařem Friedrichem Miescherem, a to v hnisu izolovaném z lékařských bandáží. O její funkci se toho však dlouho nic nevědělo.
- V 50. letech 20. století se podařilo odhalit pravou roli DNA jako nositelky genetické informace.
- V roce 1955 byl zjištěn správný počet lidských chromozomů (46).
- V roce 1976 belgický vědec Walter Fiers jako první stanovil kompletní nukleotidovou sekvenci RNA virového genomu v bakteriofágu MS2.
- V roce 1977 dvojnásobný nositel Nobelovy ceny Frederick Sanger dokončil první sekvenci genomu DNA (5386 párů bází).
- V roce 1983 byl objeven gen, jenž může při svém poškození vyvolat Huntingtonovu chorobu. Vědci začali pátrat i po dalších genech způsobujících choroby.
- V roce 1987 vznikla první genetická mapa lidského genomu, která dělila lidskou jadernou DNA na velké množství definovaných úseků (sekvencí). Zatímco sekvence genomu uvádí pořadí každé báze DNA v genomu, genetická mapa identifikuje orientační body. Je méně podrobná, ale pomáhá při navigaci kolem genomu. Zásadním krokem v projektu bylo vydání podrobné genetické mapy Jeana Weissenbacha a jeho týmu na Genoskopu v Paříži.
- V roce 1990 byly objeveny první kompletní genomové sekvence bakterií a vyšších živočichů. V roce 1995 to byl první bakteriální genom (Haemophilus influenzae). O několik měsíců později byl dokončen první eukaryotický genom se sekvencemi 16 chromozomů (Saccharomyces cerevisiae).
- V roce 1990 byl spuštěn Human Genome Project, kladoucí si za cíl přečíst celou jadernou DNA člověka; tento projekt byl úspěšně završen v roce 2003.
- V roce 1996 byla objevena první genomová sekvence archeotypa (Methanococcus jannaschii).
- Vývoj nových technologií dramaticky zlevnil a zjednodušil sekvenování genomu a počet kompletních genomových sekvencí rychle rostl. Mezi tisíce dokončených projektů sekvenování genomu patří projekty pro rýži, rostlinu Arabidopsis thaliana, myši, ryby nebo bakterie Escherichia coli.
- V prosinci 2013 vědci poprvé sekvenovali celý genom neandrtálce, vyhynulého druhu lidí. Genom byl extrahován z prstní kosti 130 000 let starého neandrtálce nalezeného v sibiřské jeskyni.
- V roce 2007 byl sekvenován celý gen Jamese Dewey Watsona, jednoho ze spoluobjevitelů struktury DNA.
- Vzhledem k tomu, že genomy jsou velmi složité, jednou z výzkumných strategií je snížit počet genů v genomu na naprosté minimum a stále nechat dotyčný organismus přežít. Probíhají experimentální práce na minimálních genomech pro jednobuněčné organismy a minimálních genomech pro mnohobuněčné organismy. Práce jsou in vivo i in silico.
- V současnosti se stále pracuje na již objevených a dalších genomových sekvencích a mapách. Jsou aktualizovány, odstraňují se chyby a objasňují se důležité oblasti genomu. Klesající náklady na mapování genomu umožnily jeho využití v medicíně, kriminalistice a dalších oborech.

## Velikost genomu
Velikost genomu je celkový počet párů bází DNA v jedné kopii haploidního genomu (base pair – fyzikální jednotka pro počet bází v genomu). Velikost genomu se u jednotlivých druhů živočichů značně liší. Zatím nebyla objevena jasná souvislost mezi velikostí genomu u prokaryot a u nižších eukaryot.
Nejmenší genomy mají viry, malé genomy mají bezobratlí a ptáci, středně velké genomy mají ryby a obojživelníci. U člověka se jaderný genom skládá z přibližně 3,2 miliardy nukleotidů DNA, které jsou rozděleny do 24 lineárních molekul (od 50 000 000 nukleotidů až po 260 000 000 nukleotidů). Každý z nich je obsažen v jiném chromozomu.

## Virový genom
Virové genomy patří k těm nejmenším a mohou být složeny z RNA nebo DNA:
- Genomy RNA virů mohou být jednovláknové nebo dvouvláknové. Mohou obsahovat jednu nebo více samostatných molekul RNA.
- Genomy DNA virů mohou být také jednovláknové nebo dvouvláknové. Většina genomů DNA virů se skládá z jediné lineární molekuly DNA, ale některé jsou tvořeny kruhovou molekulou DNA.

Virová obálka je vnější vrstva membrány, kterou virové genomy používají ke vstupu do hostitelské buňky. Některé třídy virové DNA a RNA se skládají z virové obálky, zatímco některé ne.

## Prokaryotický genom

Schematický model prokaryotické buňky s kruhovou DNA

Prokaryota jsou jednobuněčné organismy, které se vyvinuly před 3–3,5 miliardami let. Pravděpodobně jsou vůbec nejstaršími buněčnými organismy, které se nazývají archeobakterie. Prokaryota se množí dělením buněk.
Prokaryotický genom je uložen v buňce a obsahuje minimálně nekódujících sekvencí. Geny jsou uloženy velmi těsně vedle sebe, některé se i překrývají. Strukturní geny jsou veliké asi 1000 až 1500 bp (base pair – fyzikální jednotka pro počet bází v genomu).
Archeobakterie a většina ostatních bakterií má jeden kruhový nebo lineární chromozom, případně více chromozomů. Pokud je DNA replikována rychleji, než se dělí bakteriální buňky, může být v jedné buňce přítomno více kopií chromozomu, a pokud se buňky dělí rychleji, než může být replikována DNA, je před dělením zahájena vícenásobná replikace chromozomu. To umožňuje dceřiným buňkám zdědit kompletní genom a již částečně replikované chromozomy.

## Eukaryotický genom

Schematický model eukaryotické buňky: 1 jadérko, 2 jádro, 3 ribozom, 4 vezikul, 5 drsné endoplazmatické retikulum, 6 Golgiho aparát, 7 cytoskelet, 8 hladké endoplazmatické retikulum, 9 mitochondrie, 10 vakuola, 11 cytosol, 12 lysozom, 13 centriola

Eukaryota jsou mnohobuněčné organismy, především živočichové nebo rostliny. Eukaryotická buňka na rozdíl od prokaryotní obsahuje buněčné jádro a množství dalších organel oddělených membránou od okolí. Tyto struktury rozdělují buňku na mnoho menších oddílů. Eukaryota mají schopnost pohlavního rozmnožování.
Eukaryotický genom bývá rozdělen do různých organel (jádro, mitochondrie, chloroplasty). Můžeme pak rozlišovat jadernou, mitochondriální nebo chloroplastovou složku buněčného genomu. Uspořádání genů v genomu označujeme jako struktura a organizace genomu.
Jaderný genom je uložen v buněčném jádře v jednotlivých lineárních chromozomech, které obsahují DNA. Strukturní geny, které obsahují kódy pro vznik bílkovin, tvoří asi 5 % sekvencí z celého genomu. Velikost strukturních genů je různá, od 500 bp (interferon) až po 2 miliony bp (dystrofin). Dále genom obsahuje regulační a další nekódující sekvence.
Genom eukaryotů lze rozdělit na kódující a nekódující sekvenci DNA:
- Kódující sekvence DNA nese instrukce k tvorbě bílkovin. Kódující sekvence tvoří pouze 2 % lidského genomu.
- Nekódující sekvence nenese instrukci k tvorbě bílkovin. Zahrnuje introny, sekvence pro nekódující RNA, regulační oblasti a opakující se DNA. Nekódující sekvence tvoří 98 % lidského genomu.

Genom eukaryotů lze také rozdělit na:
- strukturní geny
- geny pro tRNA a rRNA
- pseudogeny (podobné strukturním genům, ale nefunkční)
- regulační sekvence
- pohyblivé sekvence (skákající geny – transpozóny a retropozóny)
- nekódující repetitivní sekvence (mikrosatelity)

## Molekulární základ genomu

Rozdíl řetězců nukleových kyselin RNA a DNA; po stranách dusíkaté báze obsažené v dané nukleové kyselině

Molekulární základ genomu je sekvence stovek až miliónů nukleotidů v DNA. Tato sekvence kóduje syntézu RNA a následně bílkovinu. Jednoduše řečeno DNA genetickou informaci uchovává, RNA danou informaci dává do pohybu.

### DNA a RNA
Kyselina deoxyribonukleová (DNA – deoxyribonucleic acid) a kyselina ribonukleová (RNA – ribonucleic acid) jsou nukleové kyseliny, které obsahují vždy čtyři druhy nukleotidů. Jejich různým pořadím v řetězci lze dosáhnout obrovského počtu kombinací. Právě sekvence jednotlivých druhů nukleotidů, která tvoří primární strukturou makromolekuly, v sobě uchovává genetickou informaci. Molekuly DNA jsou pravděpodobně největšími jednotlivými známými makromolekulami. Rozvinutá DNA chromozómu s vyznačenou oblastí genu a jeho oblastí exonů a intronů Proces přenosu genetické informace se v buňce realizuje v buněčném jádře a ribozomech; nazývá se proteosyntéza. Rozděluje se do několika fází:

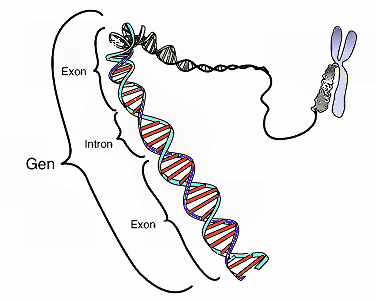
Rozvinutá DNA chromozómu s vyznačenou oblastí genu a jeho oblastí exonů a intronů

Exony, introny a UTR při přeměně pre-mRNA v mRNA
- Replikace je proces, v jehož průběhu dochází k rozpletení dvoušroubovice DNA a jejímu kopírování.
- Transkripce je proces, v jehož průběhu dochází k přepisu genetické informace ze sekvence DNA do sekvence mRNA.
- Translace je proces, v jehož průběhu dochází k převodu informace uložené v mRNA do sekvence bílkovin. Pomáhá při tom rRNA v ribozomech a tRNA.

### Exony, introny a UTR
Struktura genu se skládá z mnoha prvků, z nichž sekvence kódující bílkoviny je jen malou částí. Kódující část DNA je instrukcí uvnitř buňky, jak tvořit molekuly bílkoviny, a představuje pouhá 2 % celkové DNA. Nekódující část DNA není instrukcí k tvorbě bílkoviny a představuje 98 % celkové DNA. Gen tak lze rozdělit na tři části: exon, intron a UTR:
- Exon je část sekvence nukleové kyseliny (DNA či RNA), podle níž se obvykle tvoří v procesu translace bílkovina. Z exonů v pre-mRNA vzniká mRNA, podle níž je nakonec tvořen protein.
- Intron je oblast pre-mRNA, která se nepřekládá do bílkoviny, ale vystřihuje se během tvorby mRNA mechanismem zvaným splicing. Význam intronů není zcela známý, ale existuje několik teorií, které jejich význam vysvětlují (např. zvýšení evolučního potenciálu vznikem nových genů přestavbou starých).
- UTR (untranslated region – nepřekládaná oblast) je oblast mRNA, která také není překládána do bílkovin. Nepřekládané oblasti jsou 5' i 3' na konci mRNA. I tato oblast má řadu regulačních funkcí. Například určuje, kdy dojde k translaci, nebo napomáhá ke stabilitě celé mRNA.

## Přečtené genomy
Kromě organismů v následujícím výčtu bylo již přečteno množství genomů mnoha jednobuněčných organismů (prvoků i bakterií) a virů. Jejich genomy patří k nejkratším, a tak není překvapivé, že některé druhy patřily k prvním sekvenovaným druhům. Prvním přečteným genomem vůbec byl genom bakterie Haemophilus influenzae. Pro sekvenování byla vybrána kvůli svému výjimečně malému genomu, který obsahuje, jak již dnes víme, jen 1 830 140 párů bází DNA a 1740 genů. K nejvýznamnějším osekvenovaným jednobuněčným patří bakterie Escherichia coli, kvasinky a například virus SARS.
Přečtené genomy zahrnují databázi genů od „průměrného jedince“ daného druhu, protože k analýze jsou použity vždy vzorky z mnoha jedinců.

### Genomyhmyzu
1. octomilka (Drosophila melanogaster). Jeden z nejvýznamnějších modelových organismů pro výzkum dědičnosti.
2. komár rodu Anopheles
3. včela medonosná – leden 2004[2] – Významnou odlišností tohoto hmyzu je eusociálnost včel, krom toho je hospodářsky významným druhem.
4. bourec morušový – (91%) v prosinci 2004[3]

### Genomyryb
1. dánio pruhované (Danio rerio)
2. čtverzubec rudoploutvý (Takifugu rubripes)
3. čtverzubec černozelený (Tetraodon nigroviridis) říjen 2004[4] – Přečtení dvou příbuzných genomů má pomoci při porozumění procesu evoluce.

### Genomyobojživelníků
1. drápatka Xenopus tropicalis

### Genomyptáků
1. kur bankivský (Gallus gallus) – březen 2004[5] – Kur bankivský je divokým předkem kura domácího.

### Genomysavců
Například:
1. člověk – Rozluštění lidského genomu bylo oznámeno 14. dubna 2003. Od té doby bylo osekvenováno již více osob.
2. myš – Myš byla prvním savcem, jejíž genom mohl být porovnáván s lidským. Myš je zároveň modelovým organismem lékařského výzkumu.
3. potkan – duben 2004[6] – Potkan je významným modelovým organismem v lékařském výzkumu.
4. skot – nahrubo přečten v říjnu 2004[7] – Významné zejména z hospodářského a šlechtitelského důvodu.
5. prase – červen 2005[8] – Významné jak z hospodářského a šlechtitelského důvodu, tak proto, že některé tkáně či orgány prasete mohou být používány v transplantační medicíně; i proto je významné znát genom prasete.
6. šimpanz – srpen 2005[9] – Zvláště významné kvůli možnosti porovnávání s lidským genomem.
7. pes, plemeno boxer. Významné pro výzkum některých dědičných onemocnění, která se psy sdílíme.
8. makak

### Genomyrostlin
1. huseníček rolní (Arabidopsis thalliana); Arabidopsis je nejvýznamnější modelový organismus ve výzkumu rostlin.
2. rýže (Oryza sativa)
3. kukuřice setá (Zea mays)
4. topol chlupatoplodý (Populus trichocarpa); anotovaný genom byl uveřejněn v září 2006; topol chlupatoplodý je první strom, jehož genom byl osekvenován.
5. Physcomitrella patens (modelový druh mechu); anotovaný a kompletní genom mechu Physcomitrella patens byl uveřejněn v dubnu 2007.[10] Physcomitrella je prvním osekvenovaným mechorostem a zároveň první sekvenovanou ne-semennou rostlinou, a proto představuje cenný modelový organizmus ke studiu evolučních procesů v rostlinné říši.

## Genomy vyhynulých organismů
Biomolekulární výzkumy genomu současných organismů umožňují rekonstruovat některé základní charakteristiky genomu dávno vyhynulých organismů, jako jsou například druhohorní dinosauři. Výzkum pravděpodobné podoby genomu dinosaurů, vytvořený na základě porovnávání genomu současných ptáků a plazů, byl poprvé publikován v letech 2018 a 2019.